# Alternanthera maritima
Alternanthera maritima är en amarantväxtart som först beskrevs av Carl Friedrich Philipp von Martius, och fick sitt nu gällande namn av A. St.-hil. Alternanthera maritima ingår i släktet alternanter, och familjen amarantväxter.

## Underarter
Arten delas in i följande underarter:
- A. m. africana
- A. m. sparmannii

## Bildgalleri

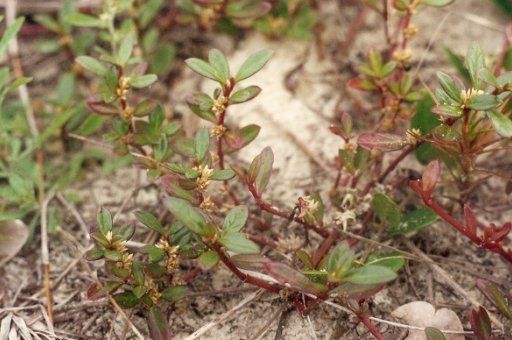
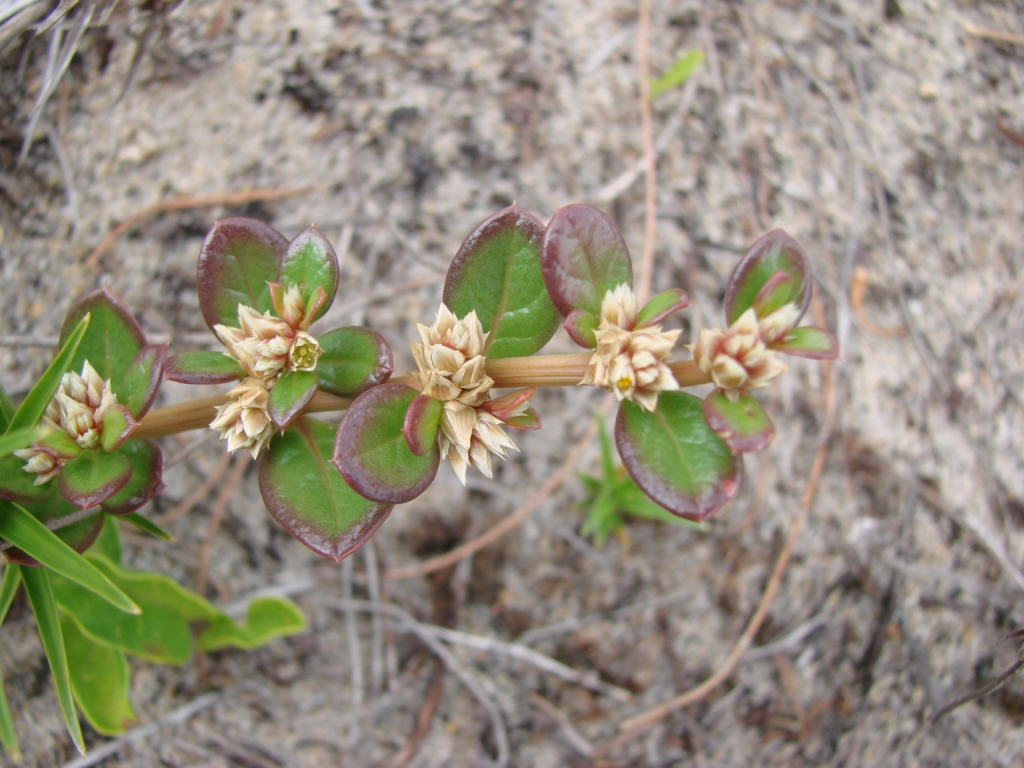